# Andreas Sonntag
Andreas Sonntag (* 29. März 1953 in Leipzig; † 23. August 2008 in Cadenabbia am Comer See) war ein deutscher Politiker (DDR-CDU, ab 1990 CDU). Er war von 1990 bis 2004 Abgeordneter im Thüringer Landtag.

## Werdegang
Sonntag schloss 1972 in Böhlen seine Berufsausbildung mit Abitur als Chemiefacharbeiter ab und studierte danach von 1974 bis 1978 Verfahrenstechnik; anschließend war er bis 1991 als Schichtleiter im Böhlener Chemiewerk tätig.
Von 1979 bis 1990 gehörte er der Stadtverordnetenversammlung von Altenburg für die DDR-Blockpartei CDU an. Von 1990 bis zu seinem Tod war er Abgeordneter im Kreistag des Kreises Altenburg (ab 1994 Landkreis Altenburger Land). Drei Wahlperioden lang gehörte er von 1990 bis 2004 als direkt gewählter Abgeordneter auch dem Thüringer Landtag an; nach dem Tod des Landtagsabgeordneten Wieland Rose im Dezember 2007 zog Sonntag am 7. Januar 2008 als Nachrücker erneut in den Landtag ein. Er war Mitglied in den Landtagsausschüssen für Ernährung, Landwirtschaft und Forsten sowie für Naturschutz und Umwelt.
Sonntag starb während einer Klausurtagung, die die CDU-Landtagsfraktion im August 2008 im Tagungszentrum der Konrad-Adenauer-Stiftung im norditalienischen Cadenabbia abhielt, an einem akuten Herzinfarkt.